# Любоіванівка
Любоіва́нівка — село в Первомайському (до 2020 року в Арбузинському) районі Миколаївської області України, колишній центр сільської ради. Розташоване за 19 км від залізничної станції Кавуни біля гирла річки Малої Корабельної. Населення — 410 осіб.

## Історія
Село засноване в кінці XIX століття.
На початку 1970-х років в селі мешкало 717 чоловік. Тут знаходилася центральна садиба колгоспу «Червона Україна», за яким було закріплено 2386 га орних земель. Господарство займалось рільництвом і тваринництвом. Розвивалися також садівництво, овочівництво, рибальство, бджільництво. Працювали восьмирічна школа, клуб, бібліотека, дитячі ясла.

## Населення

### Мова
Розподіл населення за рідною мовою за даними перепису 2001 року:
| Мова            | Кількість | Відсоток |
| --------------- | --------- | -------- |
| українська      | 392       | 95.61%   |
| вірменська      | 11        | 2.68%    |
| російська       | 5         | 1.23%    |
| болгарська      | 1         | 0.24%    |
| інші/не вказали | 1         | 0.24%    |
| Усього          | 410       | 100%     |

## Відомі люди
В селі народився Андрій Шакула (1984—2015) — український військовий, учасник російсько-української війни.